# The Chronological Classics: Count Basie and His Orchestra 1939, Vol. 2
| Recensione | Giudizio |
| ---------- | -------- |
| AllMusic   | [ 1 ]    |

The Chronological Classics: Count Basie and His Orchestra 1939, Vol. 2 è un album discografico di raccolta del pianista e caporchestra di Jazz e Swing Count Basie, pubblicato dall'etichetta discografica francese Classics Records nel 1990.

## Tracce
1. And the Angels Sing – 3:02 (Johnny Mercer, Ziggy Elman) – Registrato il 5 aprile 1939 a New York
2. If I Didn't Care – 2:44 (Jack Lawrence) – Registrato il 5 aprile 1939 a New York
3. Twelfth Street Rag – 3:01 (Euday L. Bowman) – Registrato il 5 aprile 1939 a New York
4. Miss Thing - Part I – 2:53 (Count Basie, Skip Martin) – Registrato il 5 aprile 1939 a New York
5. Miss Thing - Part II – 2:42 (Count Basie, Skip Martin) – Registrato il 5 aprile 1939 a New York
6. Lonesome Miss Pretty – 2:50 (Count Basie) – Registrato il 19 maggio 1939 a Chicago, Illinois
7. Bolero at the Savoy – 2:56 (Charles Carpenter, Gene Krupa, Jimmy Mundy, Remo Biondi) – Registrato il 19 maggio 1939 a Chicago, Illinois
8. Nobody Knows – 2:44 (Jimmy Rushing, Count Basie, Lester Young) – Registrato il 19 maggio 1939 a Chicago, Illinois
9. Pound Cake – 2:42 (Harry Edison, Count Basie) – Registrato il 19 maggio 1939 a Chicago, Illinois
10. You Can Count on Me – 2:54 (Robert Maxwell, Josef Myrow) – Registrato il 24 giugno 1939 a Chicago, Illinois
11. You and Your Love – 2:40 (Johnny Mercer, Johnny Green) – Registrato il 24 giugno 1939 a Chicago, Illinois
12. How Long Blues – 2:56 (Leroy Carr, Jay Mayo Williams) – Registrato il 24 giugno 1939 a Chicago, Illinois
13. Sub-Deb Blues – 2:54 (Sally Sears, George MacKinnon, Count Basie, Skippy Martin) – Registrato il 24 giugno 1939 a Chicago, Illinois
14. Moonlight Serenade – 3:11 (Mitchell Parish, Glenn Miller) – Registrato il 4 agosto 1939 a New York
15. Song of the Islands – 3:00 (Charles E. King) – Registrato il 4 agosto 1939 a New York
16. I Can't Believe That You're in Love with Me – 2:39 (Clarence Gaskill, Jimmy McHugh) – Registrato il 4 agosto 1939 a New York
17. Clap Hands, Here Comes Charlie – 2:26 (Billy Rose, Ballard MacDonald, Joseph Meyer) – Registrato il 4 agosto 1939 a New York
18. Dickie's Dream – 3:06 (Count Basie, Lester Young) – Registrato il 5 settembre 1939 a New York
19. Lester Leaps In – 3:10 (Lester Young) – Registrato il 5 settembre 1939 a New York
20. The Apple Jump – 2:55 (Count Basie) – Registrato il 6 novembre 1939 a New York
21. I Left My Baby – 3:12 (Andy Gibson) – Registrato il 6 novembre 1939 a New York
22. Riff Interlude – 3:02 (Count Basie) – Registrato il 6 novembre 1939 a New York
23. Volcano – 2:48 (Count Basie) – Registrato il 6 novembre 1939 a New York
24. Between the Devil and the Deep Blue Sea – 2:31 (Ted Koehler, Harold Arlen) – Registrato il 7 novembre 1939 a New York

## Musicisti
And the Angels Sing / If I Didn't Care / Twelfth Street Rag / Miss Thing - Part I / Miss Thing - Part II

Count Basie and His Orchestra
- Count Basie - pianoforte, direttore orchestra
- Buck Clayton - tromba
- Ed Lewis - tromba
- Harry Sweets Edison - tromba
- Shad Collins - tromba
- Dicky Wells - trombone
- Benny Morton - trombone
- Dan Minor - trombone
- Earl Warren - sassofono alto
- Jack Washington - sassofono alto, sassofono baritono
- Buddy Tate - sassofono tenore
- Lester Young - sassofono tenore
- Freddy Green - chitarra
- Walter Page - contrabbasso
- Joe Jones - batteria
- Helen Humes - voce (brani: And the Angels Sing e If I Didn't Care)
- Jimmy Mundy - arrangiamenti (brani: Miss Thing - Part I e Miss Thing - Part II)

Lonesome Miss Pretty / Nobody Knows / Pound Cake

Count Basie and His Orchestra
- Count Basie - direttore orchestra
- Count Basie - pianoforte (brano: Nobody Knows)
- Buck Clayton - tromba
- Ed Lewis - tromba
- Harry Sweets Edison - tromba
- Shad Collins - tromba
- Dicky Wells - trombone
- Benny Morton - trombone
- Dan Minor - trombone
- Earl Warren - sassofono alto
- Jack Washington - sassofono alto, sassofono baritono
- Buddy Tate - sassofono tenore
- Lester Young - sassofono tenore
- Freddy Green - chitarra
- Walter Page - contrabbasso
- Joe Jones - batteria
- Jimmy Rushing - voce (brano: Nobody Knows)

Bolero at the Savoy
- Count Basie - pianoforte
- Shad Collins - tromba
- Lester Young - sassofono tenore
- Freddy Green - chitarra
- Walter Page - contrabbasso
- Joe Jones - batteria

You Can Count on Me / You and Your Love / How Long Blues / Sub-Deb Blues

Count Basie and His Orchestra
- Count Basie - direttore orchestra
- Buck Clayton - tromba
- Ed Lewis - tromba
- Harry Sweets Edison - tromba
- Shad Collins - tromba
- Dicky Wells - trombone
- Benny Morton - trombone
- Dan Minor - trombone
- Earl Warren - sassofono alto
- Jack Washington - sassofono alto, sassofono baritono
- Buddy Tate - sassofono tenore
- Lester Young - sassofono tenore
- Freddy Green - chitarra
- Walter Page - contrabbasso
- Joe Jones - batteria
- Helen Humes - voce (brani: You Can Count on Me, You and Your Love e Sub-Deb Blues)

Moonlight Serenade / Song of the Islands / I Can't Believe That You're in Love with Me / Clap Hands, Here Comes Charlie

Count Basie and His Orchestra
- Count Basie - direttore orchestra
- Buck Clayton - tromba
- Ed Lewis - tromba
- Harry Sweets Edison - tromba
- Shad Collins - tromba
- Dicky Wells - trombone
- Benny Morton - trombone
- Dan Minor - trombone
- Earl Warren - sassofono alto
- Jack Washington - sassofono alto, sassofono baritono
- Buddy Tate - sassofono tenore
- Lester Young - sassofono tenore
- Freddy Green - chitarra
- Walter Page - contrabbasso
- Joe Jones - batteria
- Helen Humes - voce (brano: Moonlight Serenade)
- Jimmy Rushing - voce (brano: I Can't Believe That You're in Love with Me)

Dickle's Dream / Lester Leaps In

Count Basie's Kansas City Seven
- Count Basie - pianoforte
- Buck Clayton - tromba
- Dicky Wells - trombona
- Lester Young - sassofono tenore
- Freddy Green - chitarra
- Walter Page - contrabbasso
- Joe Jones - batteria

The Apple Jump / I Left My Baby / Riff Interlude / Volcano

Count Basie and His Orchestra
- Count Basie - direttore orchestra, pianoforte
- Count Basie - arrangiamento (brano: Volcano)
- Buck Clayton - tromba
- Ed Lewis - tromba
- Harry Sweets Edison - tromba
- Shad Collins - tromba
- Dicky Wells - trombone
- Benny Morton - trombone
- Dan Minor - trombone
- Earl Warren - sassofono alto
- Jack Washington - sassofono alto, sassofono baritono
- Buddy Tate - sassofono tenore
- Lester Young - sassofono tenore
- Freddy Green - chitarra
- Walter Page - contrabbasso
- Joe Jones - batteria
- Jimmy Rushing - voce (brano: I Left My Baby)
- Andy Gibson - arrangiamenti (brani: The Apple Jump e I Left My Baby)

Between the Devil and the Deep Blue Sea

Count Basie and His Orchestra
- Count Basie - direttore orchestra, pianoforte
- Buck Clayton - tromba
- Ed Lewis - tromba
- Harry Sweets Edison - tromba
- Shad Collins - tromba
- Dicky Wells - trombone
- Benny Morton - trombone
- Dan Minor - trombone
- Earl Warren - sassofono alto
- Jack Washington - sassofono alto, sassofono baritono
- Buddy Tate - sassofono tenore
- Lester Young - sassofono tenore
- Freddy Green - chitarra
- Walter Page - contrabbasso
- Joe Jones - batteria
- Helen Humes - voce
- Andy Gibson - arrangiamento[2]